# Bytræ
Bytræ betegner alle træer, der vokser i byerne, om det nu er som spontan vegetation, eller det skyldes bevidst indplantning. Den bymæssige træpleje beskæftiger sig snarest med det sidste, dvs. de plantede og vedligeholdte træer. Til forskel fra den selvgroede flora, som fornyer sig over en kort årrække, arver bystyrerne ofte, som det er med de arkitektoniske ejendomme, nogle gamle træer (her ser man bort fra nybyggede byområder), som man må forvalte over lang tid. (Under gode forhold kan en Eg for eksempel leve mere end 500-700 år og et Rødtræ endnu længere).
Når det drejer sig om selvgroede træer hører de ofte til blandt pionertræerne (arter af Pil, Birk osv.), der udvikler sig naturligt på dårlige jorde: mure eller tage i Europa. De er derfor ofte ledsaget af buske af indførte og invasive arter som f.eks. Sommerfuglebusk eller Glansbladet Hæg. Disse arter etablerer sig villigt på ruderater, på brakjord eller på mure og tagdækninger.
I byerne findes også bevidst plantede træer af talrige andre arter, der ofte er eksotiske, valgt på grund af deres hårdførhed og deres skønhedsværdi. De er mere eller mindre nyttige for biodiversiteten, afhængigt af omstændighederne, men de har i hvert fald talrige nyttevirkninger, f.eks. ved at forbedre luftkvaliteten i byerne.

## Bytrætyper
Bytræet kan være
•	indført eller hjemmehørende
•	klippet eller beskåret
•	solitært og isoleret eller i selskab med andre træer
•	plantet på række eller i busket
•	sammen med eller uden urteflora og epifytter
Træet står undertiden i en privathave eller en bypark, eller endog i en by- eller forstadsskov. Man kan finde det i naturtilstand langs visse linjer (søbredder, vandløb, floder, kanaler, jernbaner osv.), hvor træet kan være en del af et mere eller mindre brugbart system af spredningskorridorer tværs gennem byen. Træer kan tilsvarende installeres af mennesker på altaner eller tagterrasser på det vilkår, at underlaget kan bære træernes vægt.
Visse prydtræer planter man i baljer, som stilles ud i den varme årstid og hentes ind i et væksthus om vinteren (eksempelvis palmer eller sydfrugttræer, der dyrkes i tempereret eller koldt klima).

## Bytræets historie
Selv om træerne sandsynligvis hurtigt er blevet færre rundt om byerne på grund af folks behov for træ til bygninger, madlavning, opvarmning osv., blev visse arter alligevel knyttet til byen alt efter tidsalderen og byens placering. De befæstede byer havde ofte træer til rådighed (plantet ude på selve fæstningsværkerne med Vaubans værker som et eksempel). De skulle dække behovet for «bagertræ» og træ til nødvendige arbejder under belejring. Plantematerialet fra træerne skulle også tjene til 
| Citat | vedligeholdelse af voldene, som en planteskærm til opfangning af granater, i det hele taget til befæstning af landskabet, som gavntræreserve under belejring...derfor var det nødvendigt med forskellige typer af beplantning for at kunne dække disse behov: urter, træer med høje stammer, busketter | Citat |
|       | |       |

.
Antallet af gadetræer varierer meget fra by til by ifølge en optælling, der viser tal fra 50-80 gadetræer pr. 1.000 indbyggere i Centraleuropa ned til 20 træer pr. 1.000 indbyggere i Nice. Dertil kommer, at adskillige sygdomme og skadedyr angriber kastanjetræer og plataner, der regnes blandt de træarter, der anses for at være de mest hårdføre bedst tilpassede under europæiske byforhold.

## Værdier og funktioner tilskrevet bytræer
Bytræet har længe været betragtet som et fælles gode og en kilde til økologisk nytte, dvs. som en almen, offentlig interesse bl.a. af sociologiske, psykologiske politiske og etiske grunde. Træet forbindes især med afslapning og børns leg, med kunst og natur og med opdragelse til miljøforståelse, sundhed, livskvalitet og bymæssig biodiversitet.
Siden det 19. århundrede har bytræet spillet en vigtig rolle i driften af byområderne, (man taler endog om grøn urbanisme). I hvert fald siden 1970'erne er bytræer en uomgængelig del i byøkologien, og man tilskriver dem i dag stor betydning for byernes økosystemer og delvis også for deres biodiversitet (særligt for de skovagtige områder i forstæderne, og især hvis de er integreres i økologisk reservat).

### Symbolske funktioner
Træer som afgrænsning og pryd er bærere af nutidens symbolske og sociale værdier, men det samme viste sig også for længe side, i det mindste i Antikken.
Samtidig med at bytræerne er et dekorativt element og en del af byens vedligeholdelse, synes de også at være tæt forbundet med folks forhold til liv og død, jf. gårdtræer, træer på tingsteder, træer på kirkegårde og de såkaldte pesttræer.

### Velfærdsfunktioner
Lindetræer har været værdsat siden Middelalderen for at være beroligende og rensende. Som kilde til helbredende drikke har de været plantet i Europa nær ved hospitaler og spedalskhedsasyler. Man har for nylig vist, at blandt unge japanske mænd medførte et ophold på 2½ døgn i en skov en betydelig nedsat hjerterytme og mængde af cortisol (stresshormon) i spyttet. Desuden blev aktiviteten i det parasympatiske nervesystem forøget samtidig med, at der opstod en hæmning af det sympatiske nervesystem (i forhold til situationen i bymiljø). Psykologiske tests, som blev foretaget sideløbende, viste, at disse betingelser forøgede antallet af positive følelser og formindskede antallet af negative følelser (i forhold til påvirkningerne fra bymiljø).
Der findes en veldokumenteret forbindelse mellem en persons socialklasse og vedkommendes livslængde, men man har også påvist, at der er en sammenhæng under byforhold mellem livslængde og adgangen til grønne områder, og mellem eksistensen af grønne områder og en persons følelse af at have et godt helbred.
Det er videnskabeligt bevist, at træbevoksede byområder bidrager til at mindske stress (hvor man forbedrer trivsel i samme grad som man øger naturindholdet ifølge en ny undersøgelse). Store, grønne områder ser ud til at være mest effektive i mindskning af stress.
Under indtryk af en tendens til overvægt og i sammenhæng med befolkningens øgede alder FN opmuntrer via WHO til mere fysisk aktivitet og et forøgelse af de grønne områder.

### Sociale, rekreative eller æstetiske funktioner
Træet er et vigtigt element i parker, på pladser, skråninger parker, pladser, grøftekanter og på andre udendørs steder, der er beregnet til afslapning, hvile og fornøjelse. Det er uundværligt for borgernes sundhed og deres psykiske og fysiske ligevægt, hvad der viser sig på steder, hvor man spadserer, lufter hund, dyrker jogging, stavgang eller motionscykling osv. De store træer og busketter, miljøer med skovkarakter eller naturpræg har en fredfyldt virkning, og de bliver betragtet som et positivt element i steder med livsudfoldelse. Deres skygge bliver foretrukket i de tørre og varme egne.
Europarådet har opmuntret til, at man øger mængden af grønne områder pr. indbyggerr, samtidig med, at man åbner dem for mere naturindhold og mere biodiversitet.

Der findes byarboreter, botaniske haver, træsamlinger og bymæssige frugthaver, som først og fremmest huser arter, der er blevet sjældne. De botaniske haver og byparkerne ufrivilligt været en kilde til spredning af invasive arter (deriblandt træer). 
| Citat | Mere end halvdelen af de invasive plantearter i verden spredes på nye voksesteder via botaniske haver. | Citat |
|       | |       |

Dette har en ny analyse af spredningen af plantearter i historisk tid konkluderet, især i årene mellem 1800 og 1950. St. Louis deklarationen om invasive plantearter fra 2002 er et engagement, som sigter mod at begrænse risikoen for en biologisk invasion fra de botaniske haver.
Et kildent spørgsmål drejer sig om ansvaret overfor børnene. Det at kravle op i træerne, at lege på væltede træstammer… det er på samme tid styrkende og farligt, så der må findes et kompromis for ansvarlighedens skyld, f.eks. en skelnen mellem forskellige brugere, og indretning af målrettede løsninger (det kan være træer, der er gjort sikre på legepladser og steder med tæt trafik, oplysningstavler osv.).
Publikums interesse ændrer sig: alle nye undersøgelser viser, at når det drejer sig om landskabet, så opstår der lidt efter lidt og med stor kraft en holdning baseret på respekten for kulturelt og æstetisk arvegods, specielt interesse for biodiversitet og naturindhold. Det gælder både i offentligt og privatejede skove og i de åbne grønområder. Dødt ved, tæt underskov, naturligt formsprog og muligheden for at iagttage vilde dyr bliver for tiden undersøgt og foretrukket - endog i byerne - i takt med at behovet for en kunstfærdig og ordnet natur bliver mindre påtrængende end tidligere. Dette skift i offentlighedens ønsker stiller krav til administrationen om at gentænke deres forvaltning for denne del af fællesarven med hensyn til naturindhold, genetisk diversitet og habitatfragmentering.
Forskellige undersøgelser viser i øvrigt, at udbuddet af grønne områder, typen af disse områder og deres udvikling har en virkning på beboernes valg af hverdagens fysiske aktiviteter.
Som en faktor i den sociale sammenhængskraft er træet også en anledning til at forny beboernes syn på deres kvarter, at fremme nye aktiviteter og til at støtte nye bekendtskaber og samværsformer. Træet bidrager i en renatureringsproces eller ved nyplantning til at omforme de negative opfattelser, der er forbundet med bestemte kvarterers historie og den økonomiske og sociale realitet.
Den 1. januar 2015 trådte Europaparlamentets og Europarådets ”Forordning (EU Nr. 1143/2011 af 22. oktober 2014 om forebyggelse og håndtering af introduktion og spredning af invasive, ikke-hjemmehørende arter” i kraft.

### Økologiske funktioner
Træet er først og fremmest et levende væsen og et vigtigt element i talrige økosystemer, og det er vedblivende i samvirke med talrige arter. Det er også et bosted og fødegrundlag for epifytter, svampe og klatrende planter. Endelig er bytræet habitat for mange arter af leddyr (insekter, mider, bænkebidere) og hvirveldyr (fugle, flagermus og små pattedyr) gennem hele dets liv og også medregnet rodzonen. Det gælder i lang tid efter træets død.
Hule træer og dødt ved er nødvendige for talrige svampes og hvirvelløse dyrs overlevelse, men det skaber samtidig problemer med sikkerheden i byerne end andre steder.
Skovdrift ”med dødt ved” i bred betydning har sigte på at bevare hule eller flækkede stammer uden for områder, hvor træet udsat for forurening med tungmetaller (især for at undgå, at det bliver en form for økologisk fælde), og det gør det muligt at bevare et levested for fugle, pattedyr, krybdyr og padder, som udnytter hulhederne til redebyggeri eller overvintring.

#### Genskabelse af økologiske korridorer
Som et led i en byplan med et grønt eller blåt islæt kan træet indgå i spredningskorridorer, stødpudezoner eller økologiske vadesteder. Byøkologi vil dog rumme risikoen for at falde i økologiske fælder (som ofte findes i bymiljøet). FN opmuntrer til en skovdrift i byerne via FAO og European Forum on Urban Forestry (EFUF), støttet af den internationale union af skovforskningsorganisationer (IUFRO), fordi der skal genskabes forbindelser mellem de økologiske refugier og andre ”grønne reservater”.
I byernes miljømæsssige sammenhæng er det blandt træbevoksningernes mange funktioner ofte mindre vigtigt at satse på produktion af tømmer, og det kan være meget mere afgørende med velvære og grønne forbindelsesveje. I Tyskland gælder det f.eks. byparken i Mechtenberg, hvor landbrugsområder er sammenknyttet med frugtplantager, grønne boulevarder og vildtvoksende træbestande på tidligere brakmarker og grønne baneterræner i Ruhr. Parken forbinder 3 store byer (Essen, Gelsenkirchen og Bochum), hvor visse bydele bruger landskabsparken i dagligdagen samtidig med, at den spiller en rolle for en grøn infrastruktur, der forbinder landbrugsområder, renaturerede, forladte industrianlæg med steder, der er helliget natur og kunst, til gavn for byernes befolkning, som nu kan nyde mere end 230 km nye vandre- og cyklestier i netværket mellem Emscherparken og den industrielle fortids stisystemer. Træerne spiller en vigtig rolle i dette grønne islæt ved at regulere mikroklima et og vandets kredsløb.

#### Mikroklima
Evapotranspirationen fra planterne afkøler luften og dæmper opvarmningen af byen. Omvendt ændrer varmecentrene, partikelforureningen og den sure regn nedbørsmønstrene i snesevis af km afstand i luftlinje fra de store byer.
Træet har en tamponvirkning på byklimaet, som er forudbestemt til at blive varmere, hvad der tvinger byerne til en tilpasning til klimaændringerne. Denne træets virkning viser sig på flere måder:
- Ved skyggevirkningen om sommeren, hvor et løvdække mellem solskinnet og en bygning afkøler denne. Om vinteren i den bladløse tid lader træet sollyset trænge igennem og opvarme huset.[35][36][37] I varme egne giver skyggen fra et stort træ en ekstra værdi til et hus eller en have,[38] og omvendt kan en tæt byskov berøve naboerne sollyset en del af dagen i de kolde eller tempererede egne.[39] Det er muligt at styre solindstrålingen og skygningen i forhold til vinduerne eller solcellerne [40] eller i forhold til energiforbruget i campingvogne og mobilhomekøretøjer.[41] Et hegn, der er retvendt i forhold til at give beskyttelse mod kolde vinde, mens det samtidig tillader solen at opvarme huset, kan nedsætte energiforbruget med 30%.[42][43]
- Gennem evapotranspiration formindsker bytræer såvel som andre typer af byvegetation trækronen varmechokkenes brutalitet og de termo-hygroskopiske toppunkter i det bymæssige mikroklima i de ubevoksede områder.
- Bytræers evapotranspiration udjævner også udsvingene i den relative luftfugtighed og dugdannelse, som forsvinder næsten fuldstændigt i de bebyggede og belagte områder i byerne og endnu mere i træernes nærhed. Og desto mere tydeligt i deres skygge.
- Evapotranspiration svækker vindens udtørrende virkning en smule. Men altså, den tørre luft medbringer mere støv, pollen og partikler.
- Trækronernes albedo modificerer sammen med evapotranspirationen de luftstrømme, som stiger hurtigere til vejrs oven over træbevoksede og vegetationsdækkede felter, og derved bidrager de til at udlufte byen.
- Inden for det infrarøde strålingsfelt ændrer trækronerne den bymæssige albedo positivt (dog med en modsat rettet virkning om sommeren og vinteren) hvad angår de bladbærende planter og især nær mindre boliger[44] og mere eller mindre i forhold til stedet[45] og i overensstemmelse med bladenes livslængde.[46] De ænder på én og samme tid optagelsen af indstrålingen og lagring, henholdsvis frigivelse, af varme.
- Bladdækket og trækronerne på store træer nedsætter vindhastigheden, men også type og kraft i turbulensen. De store træer øger byens ”ruhed” ved at gøre den mindre ”hård” ved at tillade en opblanding i luften, mens de hindrer støvet i at lette. Udplantninger kan derfor bruges af byplanlæggerne til at kontrollere vindpåvirkninger i byerne (i et vist mål).[47]

Efter den første oliekrise i 1973 har arkitekterne vist stor interesse for bioklimatisk arkitektur og for træers evne til at regulere byernes mikroklima betydeligt. D. Nowak taler om en bioteknologi i beskrivelsen af skovdrift i byerne (urban forestry) og om mulighederne for at fjerne forurening af vand, luft og jord, og at standse chockvirkningerne i klimaet. L. Kleerekoper, forsker ved arkitekturfakultetet på Delft Universitet, taler om en by, der er ”climate-proof”.
Lokalt og i særlige tilfælde (f.eks.: med ganske få træer og mere end 50 % af overfladen belagt eller uigennemtrængelig, svarende til forholdene i 1/5 af Taipeis parker, kunne et træbevokset areal omvendt bidrage til at skabe og vedligeholde en kølig ø i byen, men i de fleste tilfælde afkøler træerne med en reduktion ved middagstid mellem 0,04 °C og 0,2 °C pr. procent forøgelse af kronedækket. Under buskplantninger og enlige træer er temperaturen i luften (1,5 m over jorden) og ved middagstid mellem 0,7 °C og 1,3 °C mere kølig, end den er over åbne arealer. Under en hedebølge i 2003 var temperaturen i det centrale Paris’ varmeøer op mod 8 °C højere end i oplandet.

#### Opfangning og lagring af CO2
Bymiljøerne (og også forstadsmiljøerne), såvel som den motoriserede transport, som de indebærer, bidrager væsentligt (direkte og indirekte) til udledning af farlige gasser. Bytræerne bidrager – i et vist omfang – til at mindske denne ”gældspost”i byerne ved at genskabe CO2 opfangning.

De dele af træerne, som er oppe i luften (stammer, grene) danner et foreløbigt CO2 lager, eventuelt for adskillige århundreder frem. 
| Citat | Mere end 90 % af træernes tørvægt stammer fra deres binding af CO2 via fotosyntesen | Citat |
|       |                                                                                     |       |

Leicester er en tæt bebygget by med ca. 306.600 indbyggere på 73 km2. Universitetet i Kent har vist, at byens planter opfanger 521 tons kulstof (= 3,16|kg/m2 i gennemsnit). De private haver opfanger mere end de offentlige arealer (ca. 0,76 kg/m2), dvs. en smule mere end en engelsk eng (ca. 0,14 kg/m2).
Det er først og fremmest de store træer, der skaber de vigtigste oplagringer af kulstof i byen (mere end 97 % af planternes samlede biomasse i byen), med et gennemsnit på 28,86 kg/m2 i de trædækkede, offentlige arealer (de er få i Leicester, hvor grønne områder først og fremmest er udlagt som græsplæner og fattige på træer). Forskerne bemærkede, at hvis 10 % af disse plæner blev plantet til med træer ville oplagringen af kulstof stige med 12 %, og de tilføjede, at de eksisterende skøn over denne oplagring af kulstof i Storbritannien var undervurderede i betydelig grad).
Skove, og heri indbefattet bymæssige og forstadsmæssige skove, blev oftest indregnet sammen med byernes træer i det marked for CO<snmall>2, der opstod i slutningen af det 20. århundrede efter Kyotoaftalen, og blandt de løsninger, der blev foreslået af økonomer vedrørende problemet med energiforbruget og det faretruende udslip af gasser.

#### Produktion af ilt
Ilt har desinficerende virkninger (man blegede førhen linnedet ved at lægge det i solen udredt på engenes urter). En voksen person har brug for ca. 700 g pr. dag (255 kg/år), hvilket er, hvad godt og vel 20 træer skaber på et år (20 x 30 kg pr. træ). Bytræer skaber derfor kun en ringe andel af de store mængder O2, som bliver forbrugt i de store byer, men den selvskabte iltmængde fra bladene kan godt spille en vigtig, rensende rolle for træerne selv og for deres omgiveler, især inde i kronen. Pr. m2 producerer et stort træ betydeligt mere ilt pr. m2 af drypzone, end en m2 af græsplæne eller busket. I kolde eller tempererede egne producerer vise arter (taks f.eks.) ikke større mængde, men alger, epifytter og visse lianer, som vokser på træernes stammer, kan godt producere en del.

#### Rensning for luftforurening
Bytræer renser betydelige mængder luft for talrige partikel- eller gasformige forureninger - alt sammen i forhold til kronens størrelse, bladdækning eller bladenes indskårethed.,. Beskæringsgraden i kronen og afstanden til forureningskilden er to nøglefaktorer, som har indflydelse på rensningsraten. (F.eks.: -9,1 % af partikelforureningen, - 5,3 % af SO2-forureningen, - 2,6 % af NO2-forureningen i en bypark i distriktet Pudong, Shangai, some r en stærkt orurenet by). Selv under forhold med canyoneffekt, hvor der er en tendens til at støv og gasser hvirvles gennem gaderne, renser træer og andre planter luften betydeligt, forudsat de fylder luftrummet tistrækkeligt. Virkningerne er tydelige i lineær afstand på 5 m fra vegetationen .

Til overraskelse for modelprogrammørerne og af grunde, som man endnu ikke forstår, har bladenes hældning eller harpikskirtlernes stilling næsten ingen betydning for opfangningen af partikler på bladet (det er processer med enten inertimæssig bremsning og opfangning af partiker eller opløsning/fisering af aerosoler, specielt radioaktive kerner). De viste sig at være mere "effektive" i virkeligheden end det, der kunne forventes efter modeller for fluidmekanik som for øvrigt mest drejer sig om trækroner i skove og ikke om bytræers kroner  (de fineste aerosoler (diameter i mikroner) bliver fikseret 4 gange bedre af naturlige bade end på kunstig vis). Den reelle overførsel af partikelformet bly (dampe af bly 212) i ægte blade fra bønner var – under naturlige forhold - 25 % højere, end ventet i teorien, muligvis på grund af turbulens, bladenes hældning, deres form og struktur eller på grund af respirationen fra bladene. Der vil altid findes store variationer alt afhængig af bladets type og alder, dets overhud (dets større eller mindre grad af voksdækning, ruhed og hårbeklædning), årstiden, tid på dagen, luftfugtigheden osv. Vandrette nåle opfanger færre af de mindste partikler (op til 60 % mindre) end dem, som er hængende eller oprette. Selv grene og stilke spiller en rolle ved at opfange gennemsnitligt ca. 10 %, dvs. 15 % af den totale mængde opfangede blypartikler fra bilerne. Forskellige planter viser sig i øvrigt altid at kunne opfange og optage eller nedbryde meget forskellige partikler eller gasser. Endelig afgifter træet også luften indirekte via Jorden, som det beriger med bakterier og svampe, der kan nedbryde komplekse, organiske forureningsstoffer (visse pesticider, hydroxyapatit, klorerede kulbrinter, etc.).

##### Reduktion af kvælstofilter (NO2) og andre ”NOx”
Bytræet bidrager kraftigt til at mildne luftforurening (men de løvfældende træer bidrager væsentligst på den årstid, hvor de har skudvækst en saison de croissance pour les arbres à feuilles caduques de zones tempérées), fra forskellige forureningstyper så som NOX, men også andre kvælstofforureninger. Et japansk studie drejede sig om optagelse af NO2, der var radioaktivt mærket, i de 70 mest anvendte arter langs byveje for at finde frem til de mest effective over for en forurening med NO2. Det viste, at træerne har meget forskellig evne til at optage kvælstofdioxid (variationen havde en faktor på 122 mellem den mest effective art yoshinokirsebær (Prunus yedoensis) og den mindst effektive kryptomeria (Cryptomeria japonica)). Det ser ud til, at man kan klassificere bytræer i fire grupper ud fra denne synsvinkel:
- de som er gode til at både at optage NO2 og til at modstå denne gas,
- de som optager den godt, men kun svagt modstår den
- de som har en ringe optagelse af gassen, og som modstår den dårligt
- de som har en ringe optagelse af gassen, men som modstår den godt.[67] Blandt de 70 undersøgte arter rummede de 4 grupper henholdsvis 13, 11, 35 og 11 arter. Halvdelen af de testede bytræer havde kun ringe evne til at optage gassen samtidigt med, at de tålte den dårligt.[67] Studiet afslører ikke noget om virkningen af en langvarig belastning. Det viser derimod, at under kortvarig belastning med meget høje doser af NO2, er de fire bedste nogle, som alle har et tæt bladdække med brede blade, nemlig (almindelig robinie (Robinia pseudoacacia), pagodetræ (Styphnolobium japonicum), sortpoppel (Populus nigra) og Prunus lannesiana). Det kunne tyde på, at løvfældende træer med store blade har en konkurrencefordel på dette område, som kan skyldes en stor biomasseque og en hurtig vækst.[67] Men de er ikke aktive om efteråret eller vinteren.

##### Reduktion af kulilte (CO)
Man har vist ved at følge kulilte (CO), mærket med radioaktivt kulstof (kulstof 14), at bladene hos vise arter let kan absorbere kulilte (some r mere giftigt for dyr end CO2). Kulilte bliver optaget i planterne i løbet af dagen, og bliver straks omdannet til sukrose og proteiner eller til CO2). Det mere overraskende er, at gassen også bliver optaget om natten og næsten lige så hurtigt, som det sker om dagen. Derpå og næsten med det samme bliver den omdannet til CO2 og frigivet til atmosfæren.
I en luft, der var tilført 1 à 10 ppm CO optog de afprøvede planter, fra 0 til 0,25 μmol/dm²/time (med variationer fra art til art), dvs. stort set svarende til koncentrationen af CO i luften, men uden sammenhæng med arternes evne til at lave fotosyntese. Kulilte kan dog ikke frakendes giftighed for de træer, hvor gassen findes: den kan nemlig blokere bindingen af CO2 i bestemte blade.
En vegetation kan ifølge beregninger, lavet af Bidwell og Fraser, optage 12 til 120 kg CO/km²/dag. Det er mængder, som næsten svarer til dem, man opnår i jord under brug af langt højere koncentrationer af CO.

##### Filtrering af partikler
På de 50 år mellem 1950 og 2000, mens verdens befolkning er fordoblet, er antallet af biler steget endnu mere, har bytræerne langs hovedgaderne været de mest udsatte for blyforureningen (som siden er mindsket efter overgangen til blyfri benzin) og en betydelig forurening med luftbårne partikler. Denne forurening er en er en notorisk årsag til dårligt helbred, og man har fastlagt grænseværdier i mange lande. Takket være deres løvmasse, som fylder et stort rumfang (en stor, færdigt udviklet overflade) mere eller mindre i forhold til de fysiske og biologiske egenskaber ved bladoverflader, træstruktur, og først og fremmest deres kronebygningset kan træerne fungere som:
| Citat | ”…biologiske filtre ved at opsuge et stort antal partikler i væske og derved forbedre luftkvaliteten i forurenede miljøer .” | Citat |
|       | |       |

 Augmenter le nombre d'arbre urbain, et végétaliser les villes conduit à diminuer la pollution particulaire de l'air.
Den epifyttiske flora i streng forstand (dvs. ikke-snyltende og ikke-rodfæstede i jorden), laver og mosser i særdeleshed, spiller også en rolle ved at opsuge talrige partikler og flere gasarter. Bladlus og deres honningdug spiller også en rolle. Duggen stammer for en stor dels vedkommende fra kondenseret fordampning (evapotranspiration). Den dannes kun lidt på byernes stenflader, men den spiller en vigtig rolle ved at optage partikler og gasser.
Rigdommen på bestøvere – hvor de findes (for man kan se en tydelig nedgang blandt bestøvere, der førhen var almindelige) – begrænser mængden af luftbåren pollen, og det er væsentligt, for mængden af forurenet pollen ser ud til at være mere allergifremkaldende end normalt pollen.
I de kinesiske byer, hvor forureningen ofte er meget bekymrende, er vegetationens opfangning af af tørre, luftbårne partikler én af de alternative metoder til forbedring af luftkvaliteten. Værdien af denne “økosystemiske tjeneste” har været genstand for en første pengemæssig bedømmelse”. Man har vurderet, at de grønne områder i Guangzhou (i det sydlige Kina) bidrager til at fjerne partikelformigt SO2, NO2 med ca. 312,03 tons fra luften, selv I de tørre vintermåneder, hvor partikelforureningen er højest. Omkostningen ved at mindske forureningen er begrænset i Kina, og derfor har det kun skabt en relativt ringe, pengemæssig gevinst ved denne miljømæssige fordel i sammenligning med den, som ville være opnået i i-landene. Det er i de områder, som stort set er blevet trædækkede for nylig, at træerne har dæmpet forureningen af luften bedst. Og denne rensning kunne have været endnu bedre, hvis træerne var vokset mere. Ved samme lejlighed har man vist, at det netop er trækronerne (skovens toplag) mere end eksisterende buske eller et urtedække, som har mindsket denne forureningsform mest. Forfatterne til samme undersøgelse har vurderet, at en øget forskelligartethed i sammensætningen af arter og i strukturen af planternes biomasse samt tilføjelsen af grønne, træbevoksede arealer kunne forbedre denne gavnlige virkning endnu mere – både i andre byer og i metropoler under udvikling.
En anden undersøgelse (fra 1994) har vurderet, at træerne i New York har fjernet ca. 1821 tons forurening fra luften, en ydelse, som svarer i værdi til 9,5 millioner dollars I Atlanta var det 1196 tons forurening (altså en ydelse svarende til ca. 6,5 millioner dollars). I Baltimore, var det blot 499 tons forurening, der blev taget ud af luften det samme år med en skønsmæssig værdi på 2,7 millioner dollars, dvs. en fjernelse af forureningen pr. m2 trædækket areal som dog er sammenlignelig i de tre byer (New York: 13,7 g/m²/år; Baltimore: 12,2 g/m2/år og Atlanta 10,6|g/m²/år. Disse standardiserede satser for luftrensning varierer mellem byerne i forhold til mængden af forureningsstoffer, det samlede bladareal, vækstperiodens længde, nedbørsmængderne og andre meteorologiske vilkår. De store (sunde) træer med en stammediameter over 77 cm rensede årligt luften for 70 gange flere forureningsstoffer (1,4 kg/år) end de små sunde træer med en diameter under 8 cm (0,02 kg/år
).
Gevinsten i luftkvalitet leveret af træernes blade er vurderet til at være 0,47 % for luftbårne partikler, 0,45 % for ozon, 0,43 % for svovldioxid, 0,30 % for kvælstofdioxid og 0,002 % for kulilte. Disse tal er gennemsnit, men fjernelsen af forurening bliver forøget med en øget procentdel af skovdækket areal: I byzoner med 100 % trædække vurderes træernes forbedring af luftkvaliteten på kort sigt (én time) til at være -15 % for ozon, -14 % for svovsdioxid, -13 % for partikler, -8 % for kvælstofdioxid og -0,05 % kulilte (CO).
Kontrolopgørelser over bytræerne vil vise sig at afsløre talrige minuspunkter, for i de offentlige eller private byparker er træerne udsat for talrige stressfaktorer, som kraftigt afkorter deres forventede livslængde (ikke over 30 år))

#### Træer og mikrober
Træerne kan ikke flytte sig for at undslippe deres planteædere og snyltere, men de råder over en stor skala af forsvarsmidler. Via barken, bladene og rødderne udskiller de molekyler, som kaldes fytoncider, og som er i stand til at dræbe masser af mikrober og svampe, eller som kan afskrække forskellige snyltere. De bidrager ligeledes til at rense det vand og den luft som omgiver dem, og det har positiv virkning på vores immunforsvar, en egenskab, der tidligere blev udnyttet af de tidligere østlande (Rusland i særdeleshed) til at fjerne visse sygdomme ved at lade patienterne tage “skovbade”, og som genfindes i Japan under betegnelsen “Shinrinyoku” med en nylig bekræftelse på, at disse fytoncider doper de hvide blodlegemer og indeholder faktorer, der modvirker kræft  ved at styrke proteiner med anticancervirkning).

#### Vandets kredsløb i byerne
Hvis jorden gør det muligt, vokser træets rødder ned i jorden og gennemtrænger den fuldstændigt. Svampe, bakterier, orme og andre organismer beriger jorden, ilter den og gør gennemstrømning af vand mulig. På den måde tillader de på samme tid en fodring af jordlagene og en vedligeholdelse af jordens fugtighed (porevirkning). Træet giver atmosfæren en del af den fugtighed tilbage, som det har modtaget fraregnbyger og anden nedbør.

#### Støjforurening
“Trætoppen” er ikke særligt god til lydisolering, men de dæmper støjen og gør den mere uudholdelig, særligt i forbindelse med fredelig fuglesang i vinden.

## Vigtigheden af træernes mængde af tørstof i bladene
Sammen med hvert grundstof forøges en del af fordelene for økosystemerne (iltning, fjernelse af forurening og skyggegivning) næsten eksponentielt i takt med træets højde, men også med antallet af blade eller nåle (f.eks.: nålenes overflader repræsenterer mindst 85 % af en skovfyrs samlede overflade.
Biomassen af blade og skud kan mindskes med aftagende højde eller i forbindelse med bladtab pågrund af stress (vandmangel eller sygdom), efter som afkastning af blade er et af visse træers normale måde at modstå stress på.

## Bytræer under stress
- Vedvarende udsathed for en luft, som ofte er for tør (en by med belægninger alle vegne leder vandet bort, og træerne får kun gavn af en ringe mængde evapotranspiration
- Udsættelse for ozon (i lave højder)[85] og andre fotokemiske iltforbindelser så som forskelle typer PAN (PeroxyAcetylNitrat, som skyldes en sekundær, fotokemisk forurening, der findes i byerne) i de nederste luftlag af byens skærm (hvis den da eksisterer).[86] Ozonforureningen, som påvirker både menneskers og træers sundhed[87]) er en af de sundhedsmæssige ulemper, som træplejerne må mindske, specielt hvis de vil leve op til FAOs opfordring til at genindføre en bymæssig skovdrift[88] og en form for bymæssigt landbrug med sigte på en mere bæredygtig by: Det må ske samtidig med at de tager hensyn til risici for sundheden (se jordforurening, zoonoseer og ligegyldighed over for farerne fra mikrober
- Udsættelse for en luft, der er unormalt sur (data og modelberegninger om sanitet stammer ganske vist fra studiet af sur regns virkning på skovene,[89],[90] men bytræerne er udsat for den same stresspåvirkning) ;
- Rødderne er træernes usynlige del,[91] og de blev ofte indesluttet og misdannet fra begyndelsen af deres liv gennem dyrkningsforløbet,[92] for derpå at blive udplantet i bede, der ofte var for små, og hvor de led under mangel på plads og næringsstoffer [93] i en jord uden kvalitet. Selv i skove vokser træer mindre, når de stammer fra planteskolekulturer, end dem, der kommer af naturligt udsåede frø. For eksempel sammenlignede et studie af 80 klitfyr (Pinus contorta var. contorta), udført 12 år efter at de var blevet udplantet som 1-årige småplanter og opvokset i planteskolebede, med 60 fyrretræer af samme art og alder, men fremkommet som naturlig opvækst. De førstes rodsystemer var stadigvæk misdannede, og træerne voksede mindre godt med færre siderødder af første orden, med større afstand mellem overfladen og de første hovedrødder, en overtykkelse i rodhalsen og en koncentration af siderødder 10 cm under jordoverfladen. De udplantede træer havde stadigvæk følger af indespærringen i containere med et vist antal af misdannede rødder (unormalt afskårne eller indrullede og/eller foldede). Dertil kommer, at de naturligt opvoksede træer havde skabt sig en pælerod og et antal selv-podede rødder (”self-grafted roots”), noget man ikke fandt hos de 12-årige, udplantede træer. Dyrkning af træer i potter ser altså ud til at påvirke de unge træers fremtidige rodsystem.[92] 
I byerne kan rødderne blive generet eller ødelagt ved udgravninger gennem rodnettet.[94] De forsøger ofte at udvikle sig hen mod vandførende ledninger for at finde vand med fare for, at de kan gennemhulle eller helt tilstoppe dem. De tvinges ofte til at gro i en jord, som har dårlig tekstur, som er uigennemtrængelig og som derfor fremkalder vækstændringer af mangel på vand;
- Trærødderne lider ofte under den saltlage, man bruger til snebekæmpelse. Flere end 700.000 træer dør hvert år på grund af salt,[95] og endnu flere er forgiftet af saltet (uden at være døde);
- Vandalisme er årsag til bytræers død (op til 15% af de træer, der er plantet for nylig i Europa [6])
- Stammen, grenene og rødderne bliver ramt ved mekaniske og kemiske skader, ved hård eller meget æstetisk bestemt beskæring (beskæring til stammehæk f.eks.[96]) og ved forureninger i byerne. Plantefstande, markeringer og beskyttende foranstaltninger er ofte dårligt tilpassede, eller træernes nærmiljø har ændret sig, uden at man har taget det i betragtning, (f.eks. overskæring af rodsytemet);
- Uerfarne ejere eller visse firmaer, hvis folk er utilstrækkeligt uddannede, behandler træerne på en uhensigtsmæssig måde;
  - Fjernelse af nedfaldent løv ændrer træernes normale livsbetingelser;
- I gaderne eller i kvarterer, som er omsluttet af høje bygninger, mangler kronerne ofte dagslys, mens de bliver udsat for lysforurening om natten (”canyon-effekten”);
- På grund af det overvarme bymiljø og lysforurening, sker løvspringet ofte for tidligt, og løvfaldet bliver forsinket (med adskillige måneder, især under gadelamper), men ifølge NASA, producerer de 20% mindre ilt, målt i forhold til tilsvarende træer i naturen. Ikke desto mindre ser et nyligt studie tilsyneladende ud til, at man har undervurderet træernes evne til at rense luften for bestemte forureninger (i særdeleshed Flygtige organiske forbindelser.
- Udsathed for en lysforurening, hvis virkninger på bytræet stadigvæk er dårligt undersøgt;
- Pligtmæssig beskæring: af sikkerhedsgrunde kan EDF | Citat | nedskære træer eller grene, som generer luftledninger, eller som kan fremkalde kortslutninger eller nedbrud på værkerne, når de befinder sig i nærheden af ledningsnettet | Citat |
|       | |       |[97] ;
- Konsekvensen af ophobet stress, sygdomsudbrud eller eksotiske skadegørere giver en samlet virkning, så meget desto mere som det ofte er de samme arter, der kommer fra de samme planteskoler, der bliver plantet overalt, | Citat | hvad der burde bekymre, for diversiteten af træarter betragtes som en væsentlig faktor for opbygningen af bytræernes hårdførhed over for stress, hvad enten det skyldes levende eller døde årsager | Citat |
|       | |       |[6]

## Forvaltning
Det er meget dyrt at plante tilstrækkeligt store træer. Det er et langtrukket og besværligt arbejde, hvis man i stedet sår frø eller prikler ungplanter og beskytter dem, så de bedst muligt kan få fodfæste, for de er sårbare i mange år. Mange kultivarer, som bliver plantet i rækker af samme sort, er yderst sårbare overfor epidemier og forskellige skadegørere, og de bidrager knap nok til biodiversiteten inden for deres egen art. God pleje indebærer dataopsamlinger, som hyppigt bliver holdt à jour (for eksempel, den i Nancy med ca. 10000 træer, hvoraf to er mere end 2560 år gamle), og et meget omhyggeligt sundhedstilsyn. I byerne er beskæring ofte påkrævet, selv med en adgang, som ofte er besværlig. Det er ønskeligt at beskæringen udføres nænsomt og af veluddannede fagfolk, for den er en adgangsvej for talrige skadegørere. Hos visse arter må den udføres til rette tid.
Det er nødvendigt med opmærksom pleje og med en afpasset videregivelse af oplysninger, hvis man skal opnå offentlighedens støtte eller aktive medvirken, og hvis bytræet skal blive værdsat af det størst mulige antal borgere for dets goder i samme omfang som dets besværligheder (visne blade …).

### Pleje
Skal man 
| Citat | forme bytræet blot til nydelse uden hensyntagen til rekreation? og med hvilken reference til ”god praksis” for at kunne styre og bedømme plejen af fornøjelsesskove i byerne? Hvordan kan offentligheden, byplanlæggerne og træets plejere bedst muligt tage hensyn til deres respektive behov og ønsker, uden at træet og miljøet skal undgælde for det? | Citat |
|       | |       |

Det var temaet for et referat fra 1. Samling af “Forum 2011”: Bytræforvaltningen bliver i praksis ofte stillet over for adskillige meninger og pres, som er hinanden modstridende vedrørende træet, fra byens borgere, fra forvaltningen og fra politikerne.
Desuden er bytræet udsat for privat stress og for spørgsmål om ansvarlighed over for brugerne af det offentlige rum, og derfor har det et større behov for omhu end det åbne lands eller skovenes træer (tilsvarende træer langs landeveje og de spredte træer langs transportsystemerne). Træer på række i same sort giver et specielt problem, for hvis et enkelt træ dør, opstår der en visuel effekt, som øjeblikkelig påvirker opfattelsen af hele rækken, og talrige iagttagere interesserer sig for det. Der er behov for opmærksomhed fra mange sider.
Inden for deres agenda 21ramme, klimaplaner og papirer vedrørende byudvikling kan kvartererne og indbyggerne forsøge at bruge juridiske midler til beskyttelse af træerne, sådan at de skærmer dette arvegods. Nogle af kvartererne stiller træer til rådighed eller giver mulighed for at indkøbe dem til en lav pris.
De koncessionshavende for infrastrukturnetværk kan lave aftaler med beboerne og kvartererne om et bedre fællesskab om træernes forhold. De kan gå sammen om optællinger over naturen (herunder deltagelse i Atlas de la biodiversité des communes quand il existe)., hvis det findes.
Det er nødvendigt indgå kompromis’er mellem bevaringsbiologiske og rekreative hensyn, hvis man vil beskytte biodiversitet og jordbund mod konsekvenserne af for megen færdsel omkring skovplantningerne i byerne. Det sker ofte, at byerne ofrer bestemte områder (picnicsteder) under udviklingen af strategier for ”kanalisering” af offentligheden i stopzoner, eller at man ”holder noget i reserve” ved styring af adgangsveje, skiltning og kortmaterialer. Byen Louvain (Belgien) har således to ringparker, som er rester af kulsvierskove. Man har åbnet den noget større (Heverleebos-skov) og har begrænset adgangen til de centrale dele, som kaldes ”biodiversitetskerner” af den anden (Meerdaalwoud). Disse to områder er ikke desto mindre medtaget det paneuropæiske økologinetværk.
Med visse undtagelser (ofte i bymidten), ses der enøkologisk ulighed i talrige byer: de velhavende boligkvarterer har generelt fornøjelsen af flere træer og af et højere gennemsnitligt bladarealindeks. Dette fænomen er f.eks. blev undersøgt i Santiago de Chile.
I visse lande samarbejder talrige NGO'er eller lokale sammenslutninger med hinanden eller undertiden med bystyret og dem, der administrerer infrastrukturen, til gavn for bytræet, avec par exemple aux États-Unis:
- Alliance for Community Trees: Alliance for Community Trees
- American Forests: Tree Equity in America’s Cities
- Casey Trees: Residential Trees
- Friends of the Urban Forest
- International Society of Arboriculture: Who we are
  - ISA: Trees Are Good
- International Society of Arboriculture: Australia Chapter Arkiveret 19. december 2019 hos  Wayback Machine
- Our City Forest: Neighborhood Plantings & Granted Areas
- Society of Municipal Arborists: Home page
- Society of American Foresters: Home page Arkiveret 28. september 2020 hos  Wayback Machine
- The Tree Council UK: Who we are Arkiveret 28. september 2020 hos  Wayback Machine
- Tree City USA: What is Tree City USA?
- TREE Fund: About
- Canopy: About us
- Trees Atlanta: About
- Dansk Træplejeforening: Formål

## Nogle tal
Antallet af bytræer varierer fra ganske få til hundredvis, mest på grund af klimaforholdene og bytypen. Byer i meget varme eller tørre områder tilbyder slet ikke eller kun få grønne pletter. Byerne i de tempererede egne har mange flere af dem.
I Europa har en undersøgelse af de grønne områder i 386 byer med mere end 100.000 indbyggere i 31 europæiske lande (svarende til 170,6 millioner beboere og 34 % af den europæiske befolkning i 2001) vist følgende:
- Ifølge data fra begyndelsen af det 21. århundrede konstaterer Det Europæiske Miljøagentur, at antallet af grønne områder dækkede mellem 1,9 % af byområdet (Reggio Calabria) i Italien, og 46 % (Ferrol) i Spanien, på grundlag af definitioner, der er kendt af forfatterne (forskellige beregningsmetoder er mulige). Byerne i Nordeuropa har i gennemsnit bevaret et større areal af grønne områder i sammenligning med byerne mod syd.
- 45 millioner af de indbyggere, som bor i de europæiske byer, har stadig en meget begrænset adgang til grønne byområder, særligt i byer, som kun har 2-3 % grønne områder med en generel tendens til, at det tilgængelige areal pr. indbygger bliver formindsket på grund af den øgede befolkningstæthed
- Bortset fra undtagelser har byerne i det sydlige Europa meget få grønne områder, f.eks.: 3–4 m2 pr. person i Cadiz, Almería, Fuenlabrada (alle i Spanien) og i regionen Calabrien (i Italien), mens byerne i det nordlige Europa har op til 100 gange mere pr. person, f.eks.: 300 m2 pr. person i Liège (Belgien), Oulu (Finland) eller Valenciennes (Frankrig).[108]

### Pollen og pollenallergi
Paradoksalt nok er det i byerne og de industrialiserede miljøer, hvor planternes pollen er mere sjældne, at indbyggerne er mere plaget af pollenallergier (allergier overfor pollen var helt fraværende i den medicinske litteratur før den industrielle revolution). Disse allergier er siden i systematisk udvikling, og det i en grad, så en arbejdsgruppe om luftkvalitet har foreslået at optage pollen blandt forureningerne i byluften. De alvorligste, allergifremkaldende pollen kommer fra en række vindbestøvede træer og buske.

## Omkostninger
- Plantningsprisen er meget lav for de små træer, som man selv har lavet (f.eks. i kommunale planteskoler), som man gør i Genève på 4 ha i en ''integreret produktion''(PI)[111]), men i de tæt bebyggede byer, er de meget sårbare. Plantning af vejtræer med en omkreds på 20–30 cm er efterhånden mere almindelig. De bliver bestilt i planteskolerne med rødderne i en klump, som er pakket ind i noget nedbrydeligt jutelærred.[6] Det koster pr plantning mellem 200 og 1500 euro pr. træ.
- I nogle lande planter man endnu træer med bare rødder eller træer med en omkreds mindre end 12 cm i diameter.
- Hertil kommer udgifterne til overvågning og pleje, som varierer meget efter forholdene, særligt hvad angår prisen på.

## Gode plejetiltag
Den nyere speciallitteratur om en effektiv og mindre forurenende pleje af bytræerne:
- Vedligehold træerne og skovbiomassen, der findes i byerne, ved at plante og øge antallet af sunde træer (og altså plantet under gode forhold) for at sænke forureningen af luft, vand og jord.
- Foretræk træk træarter, der udsender færre organiske forbindelser (der kan bidrage til fotokemisk smog i storbyer og forurenede småbyer.
- Gør jorden løs og beplant den.
- Forsøg at skaffe store, sunde træer (større forureningsdæmpende effekt pr. træ), og forbered i god tid, når træerne skal fjernes, fordi de bliver for gamle.
- Bevar dødt træ og visne blade på grønne områder, så der genskabes højkvalitetshumus samtidig med, at holde kontrol med de ikkenedbrydelige, forurenende stoffer (bly, cadmium, salt), som muligvis kan være ophobet af træerne gennem deres lange liv.
- Foretræk træer med lang livslængde (færre udslip af forurening ved plantning og ved fældning).
- Foretræk træer, der har mindre behov for pleje (færre omkostninger og forurening forbundet med vedligeholdelse).
- Formindsk brugen af brændstoffer i vedligeholdelse, pleje og genopretning af byvegetation (mindre forurenende udslip).
- Læg vægt på træernes klimatiske vilkår (mindre opvarmning og brug af klimaanlæg, mindre træk på kraftcentraler og fossile brændstoffer).
- Skab skygge på p-pladserne ved plantning af træer og vedbend (mindre afgivelse af organiske stoffer og opsugning af benzin, som fordamper fra tankene), uden at skygge for eventuelle solceller.
- Vær opmærksom på, om planterne mangler vand (mindre forurening og temperatursænkning som følge af evapotranspiration).
- Plant træer på steder, hvor der er forurening, og hvor der er høj befolkningstæthed (maksimer fordelene ved at have træer som luftrensere).
- Bekæmp de forureninger, der skader træerne (når træernes sundhed øges, gør menneskenes det også).
- Anvend stedsegrønne træer af hensyn til reduktionen af partikler (fjernelse hele året rundt).
- Opbyg en blanding af træarter, gerne lokale arter, som er tilpasset jordtypen og lokalmiljøet, og begræns brugen af kloner (for at nå frem til en genetisk diversitet, der er mindre følsom over for epidemier) med en tilgang, der er i samklang med træernes økosystemer (træerne lever f.eks. normalt i symbiose med svampe, som har behov for en jord, der er luftig, og for næring fra døde grene eller visne blade).
- Foretræk en nænsom og velbegrundet beskæring, når det er nødvendigt at beskære.[76]

### Video
- Natureparif: Friche urbaine et la biodiversité, 2011.
- Natureparif: Qu'est la biodiversité urbaine?, 2011.